# Peatîhatka, Krasnoperekopsk
Peatîhatka (în ucraineană П'ятихатка) este un sat în comuna Pocetne din raionul Krasnoperekopsk, Republica Autonomă Crimeea, Ucraina.

## Demografie
Componența lingvistică a localității Peatîhatka
     Ucraineană (61,42%)
     Rusă (31,02%)
     Tătară crimeeană (6,14%)
     Alte limbi (0,32%)
Conform recensământului din 2001, majoritatea populației localității Peatîhatka era vorbitoare de ucraineană (61,42%), existând în minoritate și vorbitori de rusă (31,02%) și tătară crimeeană (6,14%).